# Croix et ossuaire du cimetière de Saint-Caradec-Trégomel
Le calvaire du cimetière et l'ossuaire de Saint-Caradec-Trégomel sont situés  près de l'église au bourg de Saint-Caradec-Trégomel, dans le Morbihan.

## Historique
Le calvaire et l'ossuaire du cimetière de Saint-Caradec-Trégomel font l’objet d’un classement au titre des monuments historiques depuis le 8 juin 1925.

## Galerie

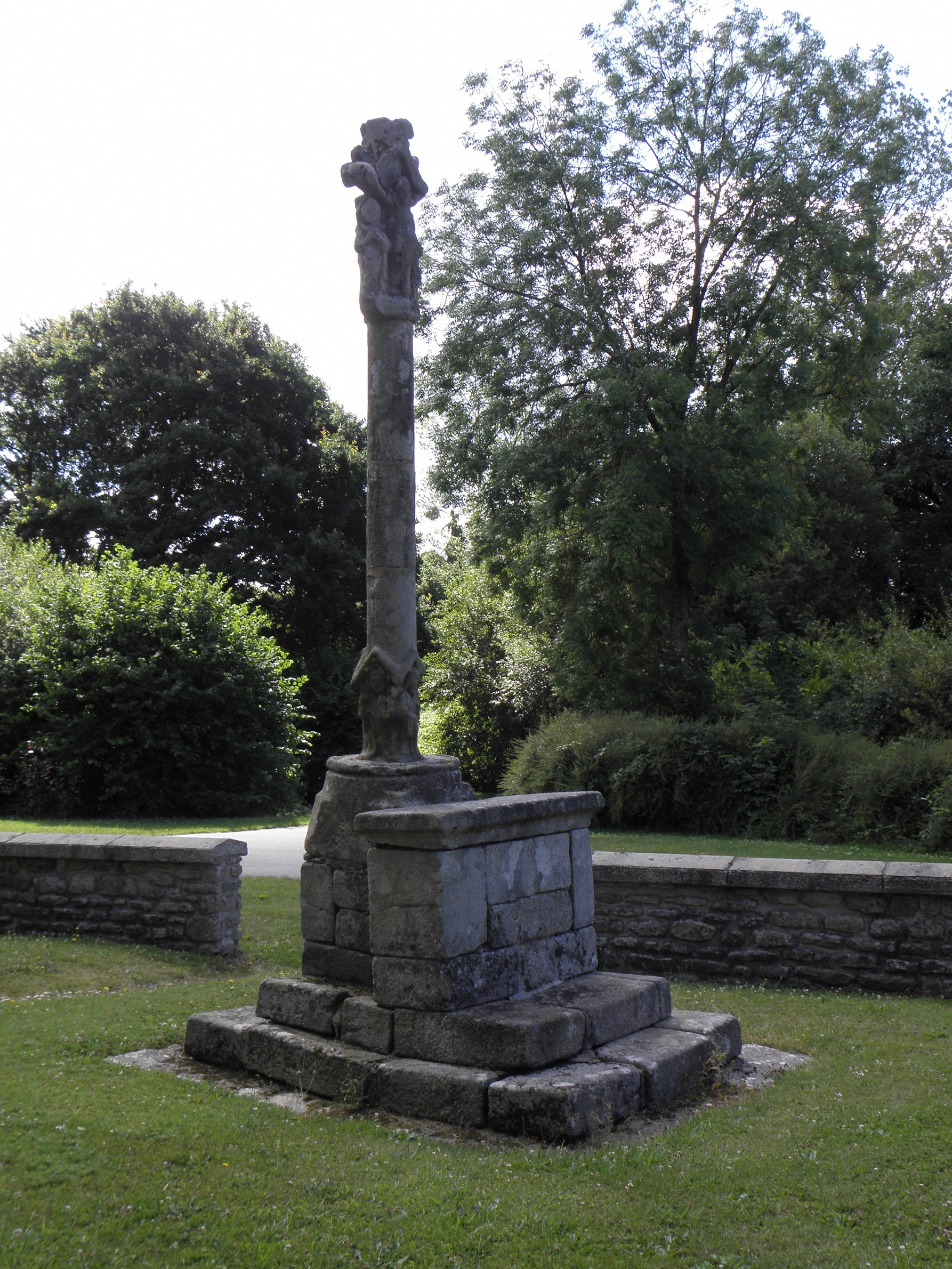
Faces septentrionale et occidentale de la croix.
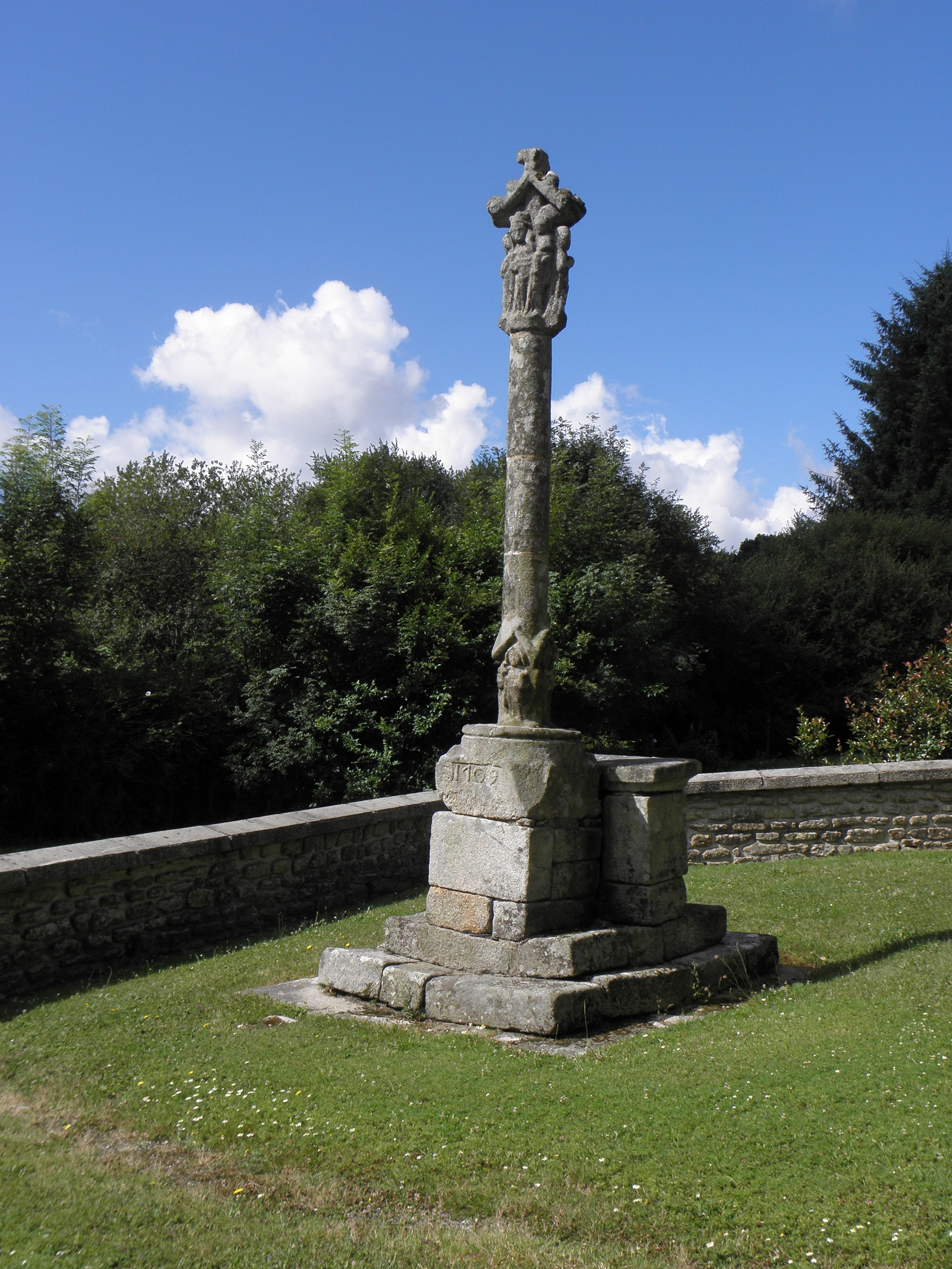
Face orientale de la croix.